# 한사랑학교
한사랑학교는 경기도 광주시 초월읍 산수로(신월리)에 있는 사립 특수학교이다. 지적장애 학생을 위한 특수교육기관으로 유치부, 초등부, 중학부를 두고 있다.

## 연혁
- 1997년 3월 1일 : 개교